# River Plate Montevideo
Club Atlético River Plate er en fodboldklub fra Montevideo i Uruguay. Klubben blev stiftet den 11. maj 1932. 

## Anerkendelser
- Nationale mesterskaber (anden division): 1943, 1967, 1978, 1984, 1991, 2004.

## Kendte spillere
- Gustavo Poyet
- Severino Varela